# Płyta Morza Moluckiego

Płyta eurazjatycka zaznaczona kolorem zielonym

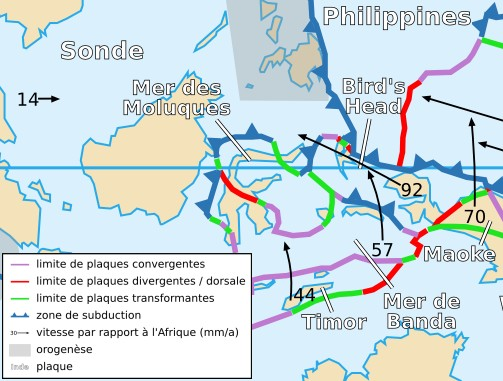
Płyta Morza Moluckiego

Płyta Morza Moluckiego − niewielka płyta tektoniczna, położona w Azji Południowo-Wschodniej, uznawana za część większej płyty euroazjatyckiej.
Płyta Morza Moluckiego od północnego zachodu i północy graniczy z płytą sundajską, od północnego wschodu z płytą Ptasiej Głowy i od południowego wschodu i południa z płytą Morza Banda.